# Lutherdenkmal (Bielsko-Biała)

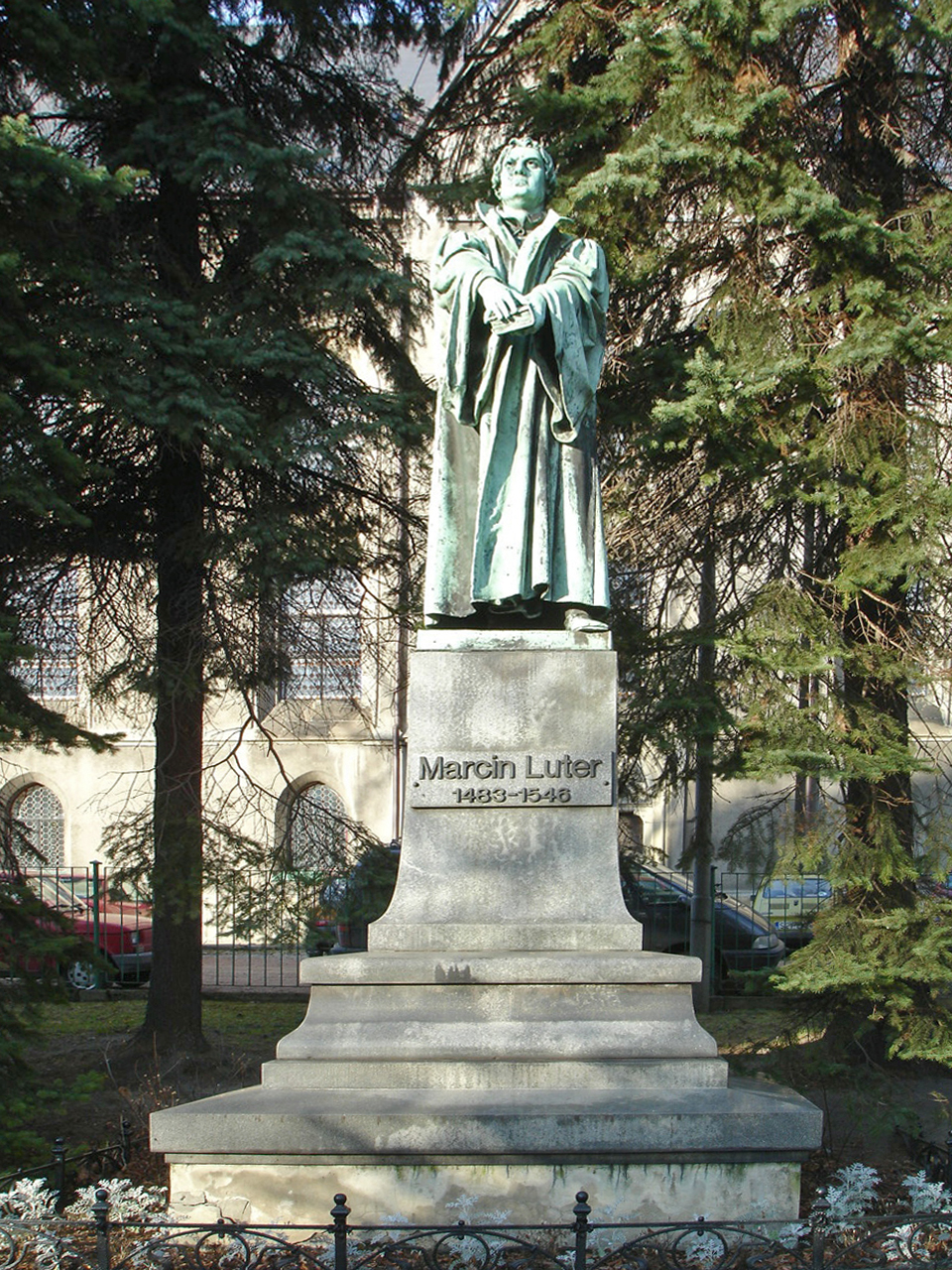
Lutherdenkmal in Bielsko-Biała

Das Lutherdenkmal in Bielsko-Biała (polnisch Pomnik Marcina Lutra w Bielsku-Białej) ist heute das einzige Lutherdenkmal und die einzige Lutherstatue in Polen. Es wurde 1900 errichtet und blieb nach dem Zweiten Weltkrieg als einziges Standbild des Reformators unzerstört.

## Geschichte

### Hintergrund
Die Städte Bielitz und Biala (Biała) sowie die Dörfer des Umlandes (heute etwa das Stadtgebiet von Bielsko-Biała) waren bis 1919 mehrheitlich deutsch besiedelt. Im Herzogtum Teschen wurde die Reformation 1545 durch Herzog Wenzel III. Adam offiziell eingeführt, war in Bielitz jedoch schon einige Jahre früher verbreitet. Trotz gegenreformatiorischer Bemühungen blieb der evangelisch-lutherische Glaube in der Region bedeutend. Die Kirchen der beiden Städte wurden nach dem kaiserlichen Toleranzpatent von 1781 errichtet.
Zu starken Bevölkerungsverschiebungen kam es nach 1919 und besonders 1945 mit der Flucht und Vertreibung des deutschen Bevölkerungsanteils. Die Diözese Cieszyn (Teschen) mit dem Amtssitz in Bielsko-Biała ist heute zwar flächenmäßig die kleinste der sechs Diözesen der Evangelisch-Augsburgischen (lutherischen) Kirche in Polen, prozentual haben dort die lutherischen Christen noch eine besondere Stellung.

### Entstehung

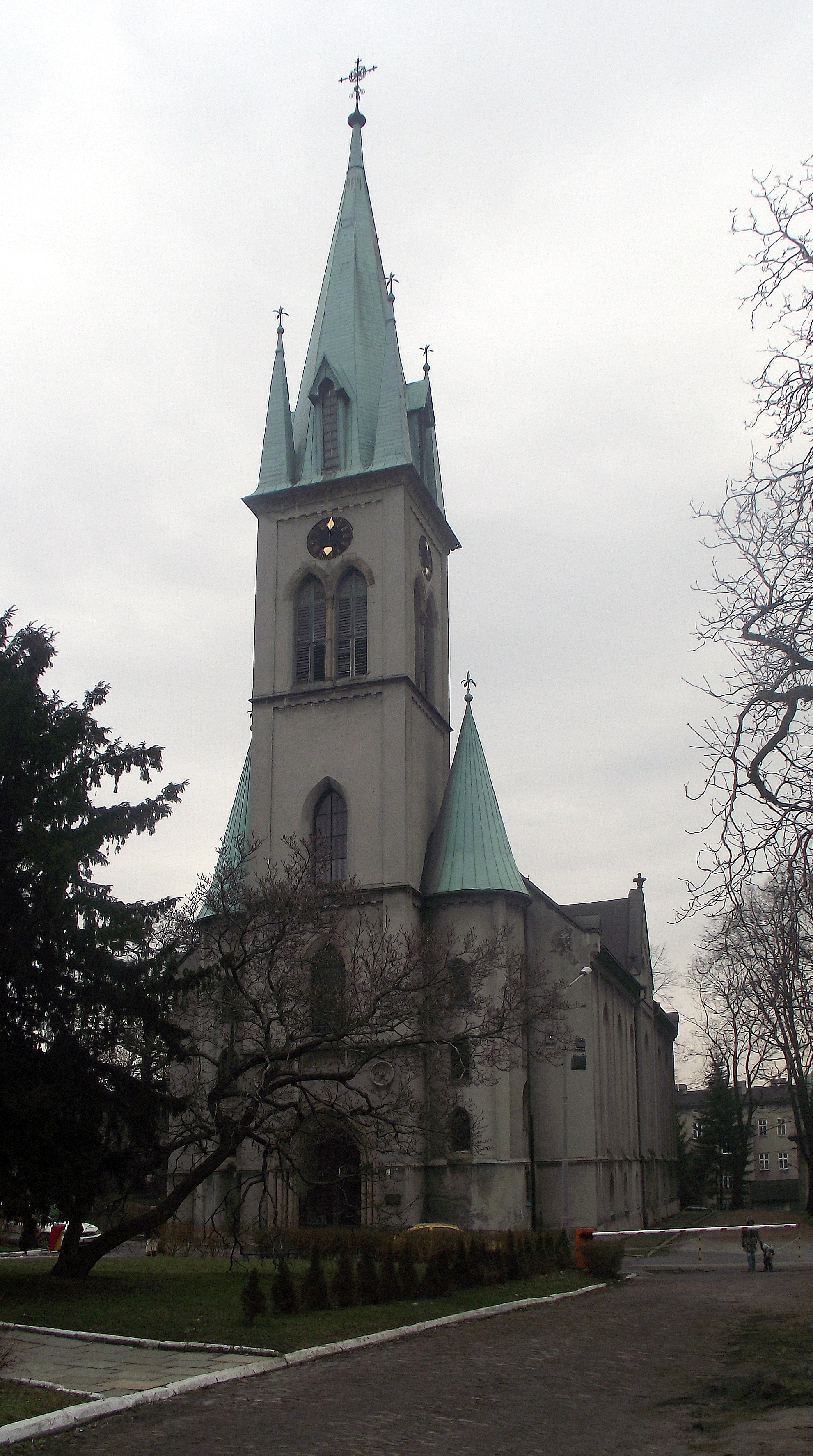
Die evangelisch-augsburgische Erlöserkirche in Bielsko (Bielitz)

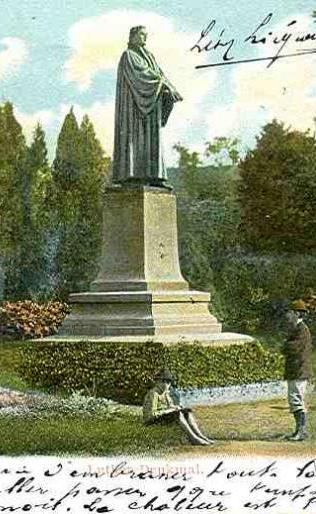
Das Lutherdenkmal auf einer Postkarte aus dem Jahr 1901

Vorbild für das Denkmal im damals schlesischen Bielitz (poln. Bielsko) war das Denkmal, das die westböhmische Stadt Asch (Aš) 1883 für Luther zur 400. Wiederkehr seines Geburtstags errichtet hatte. Es ist heute das einzige Lutherdenkmal in Böhmen. Bildhauer war Hans Rößner aus Nürnberg. Ein weiteres Denkmal in der Doppelmonarchie Österreich-Ungarn wurde 1894 von Gyula Schweiger in Budapest ausgeführt. Mit dem Standort in einer Bauwerksnische ist dieser in Stein gearbeitete Luther allerdings weit weniger prominent als die freistehenden Ausführungen in Bronze.
350 Jahre nach der Teschener Reformation kam in Bielitz der Wunsch nach einem Denkmal auf. Treibende Kraft wurde 1892 der Alexanderfelder Textilfabrikant Heinrich Wilhelm Förster. 1897 wurde ein neunköpfiges Denkmalkomitee eingesetzt. Der Vorschlag, eine Kopie des Denkmals von Asch zu errichten, fand keine Zustimmung. Drei Künstler reichten Entwürfe ein, zwei stammten aus der Hauptstadt Wien, einer aus Nürnberg. Ausgewählt wurde die Arbeit des Wiener Bildhauers Franz Vogl (1861–1921), der sich mit dem Denkmal für Ferdinand Raimund vor dem Volkstheater in Wien einen Namen gemacht hatte. Am 10. November 1897 wurde der ausgewählte Entwurf offiziell vorgestellt. Vogl entwarf auch die Anlage um das Denkmal. Von Mai bis September 1900 wurden alle Arbeiten am Denkmal ausgeführt. Theodor Gröger, ein Steinmetz aus Bielitz, fertigte den Granitsockel an.

### Einweihung
Das Standbild wurde am 8. September 1900 feierlich enthüllt. Die Feierlichkeiten begannen bereits am 6. September mit einem Festmahl für eintausend Gäste im Saal des Schützenhauses. Am folgenden Tag fand ein Gottesdienst statt und die österreichische Sektion des Gustav-Adolf-Werks tagte. Am Abend folgte die Aufführung von Hans Herrigs Lutherfestspiel im Bielitzer Theater. Am letzten Tag wurde das Denkmal mit Festzug, Ansprachen und Gottesdienst eingeweiht.
1945 schossen Soldaten der Roten Armee das Denkmal vom Sockel; kurz danach wurde es aber wiederhergestellt.

## Standort und Beschreibung
Das Denkmal wurde neben der evangelisch-augsburgischen Erlöserkirche in Bielitz (Bielsko, Kościół Zbawiciela w Bielsku-Białej) errichtet. Der Platz ist heute nach Martin Luther (Plac Lutra Marcina) benannt; die Nummer 12 ist Sitz der Diözese. Der Reformator blickt in Richtung Innenstadt. Seinerzeit war geplant, dass eine großzügige Allee vom Standbild zum Marktplatz führen sollte. Diese Pläne wurden nie verwirklicht.
Auf einem viereckigen, abgestuften Sockel aus Granit erhebt sich eine Vollfigur Luthers im Talar. Die Skulptur ist 2,5 Meter hoch und 620 Kilogramm schwer. Der Kopf ist leicht zum Himmel gerichtet. Den linken Fuß vorangestellt, hält Luther in beiden Händen eine geschlossene Bibel.
Der Sockel ist heute mit einer vorgesetzten Tafel mit der Inschrift Marcin Luter 1483–1546 in polnischer Sprache versehen. Das Denkmal wurde mit der Kirche unter der Nummer A-122/04 z 18.10.2004 in die Datenbank denkmalgeschützter Objekte der Woiwodschaft Schlesien eingetragen.

## Sonstiges

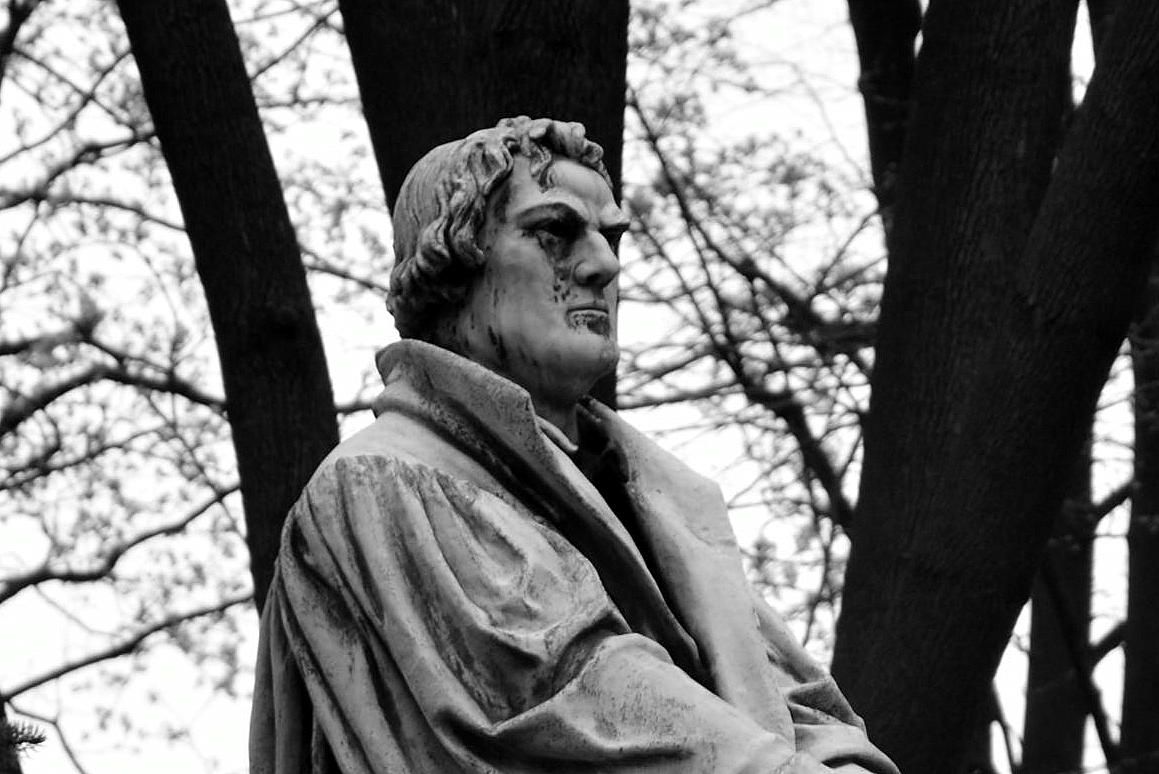
Der Reformator im Profil

Für Diskussionen hatte seinerzeit Vogls Darstellung Luthers gesorgt, „Goethes Nase“ und „Wagners Kinn“ wurden sehr kritisiert. Der Künstler konnte jedoch seine Darstellung des Reformators erfolgreich verteidigen. Das Denkmal war auch das erste, das in Bielitz errichtet wurde. Die 1781 errichtete Kirche von Biala (Biała) ist heute nach Martin Luther (Kościół Marcina Lutra w Bielsku-Białej) benannt.
Das Lutherdenkmal im schlesischen Brieg wurde 1945 durch die Rote Armee zerstört. Das Denkmal in der Danziger Marienkirche wurde 1945 zuerst Zielfigur für Steinwürfe, dann mit einem deutschen Stahlhelm „verziert“ und zuletzt entfernt.